# Gianna Nannini

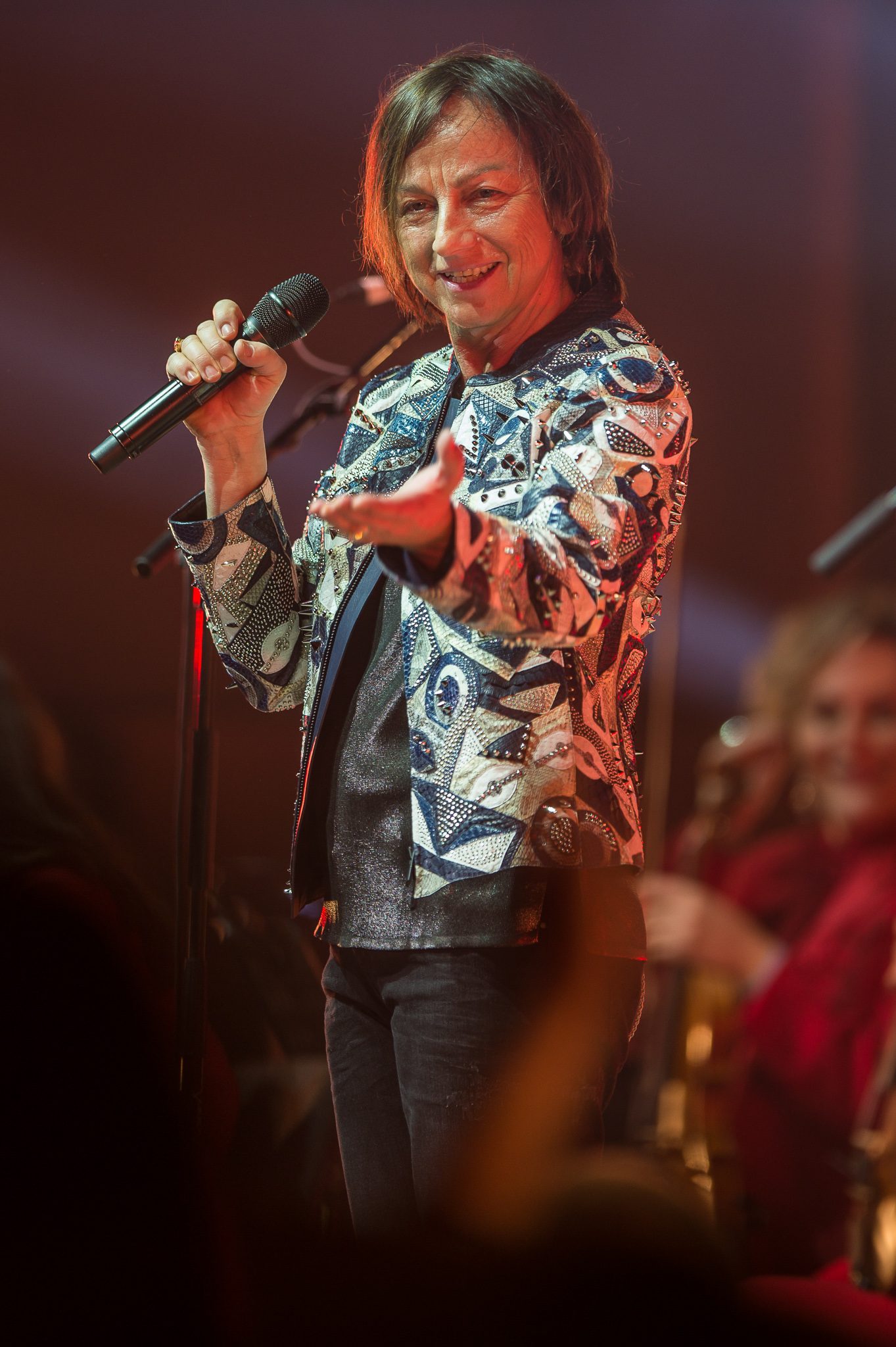
Gianna Nannini (2017)

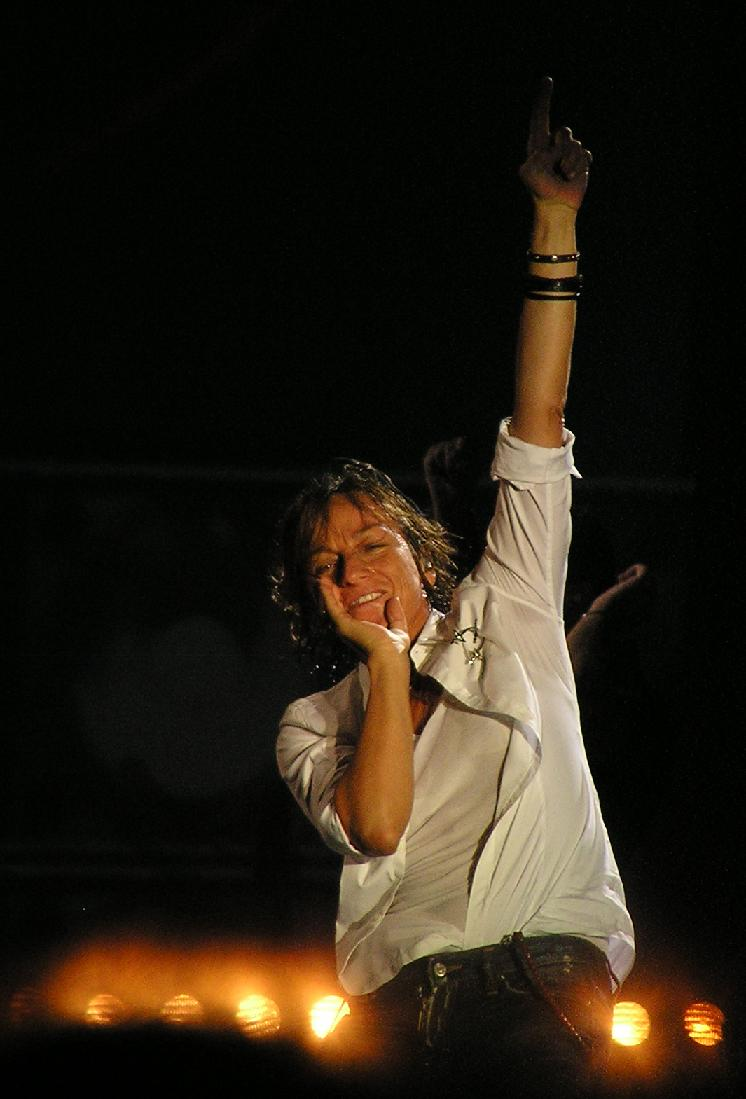
Gianna Nannini live in der Villa Manin (2008)

Gianna Nannini (* 14. Juni 1954 in Siena) ist eine italienische Rocksängerin und Songschreiberin, die ab Ende der 1970er Jahre mit Liedern wie America, Fotoromanza, Bello e impossibile, I maschi oder Un’estate italiana populär wurde.

## Leben

### Herkunft und Ausbildung
Gianna Nannini wurde 1954 als Tochter von Danilo Nannini (1921–2007) und Giovanna Cellesi Nannini (1923–2014) in eine traditionsreiche Konditorenfamilie in Siena geboren. Ihr Bruder Alessandro, der in den 1980er und 1990er Jahren im Motorsport erfolgreich war, leitet mittlerweile das elterliche Unternehmen, die Gruppo Nannini.
Nach dem Abitur in Bologna studierte sie Klavier in Lucca und anschließend Komposition in Mailand. In den ersten Jahren ihrer Musikkarriere litt sie unter einer Depression. Ihr Studium der Literaturwissenschaft und Philosophie beendete sie 1994 mit einer Arbeit zum Thema Il corpo nella voce („Der Körper in der Stimme“) mit summa cum laude.

### Privates
Nannini lebte einige Jahre mit ihrer Ehefrau und ihrer Tochter (* 2010) in London; heute wohnen sie in Mailand. Sie bezeichnet sich als pansexuell und gab an, ihre langjährige Partnerin in England geheiratet zu haben, um ihre Tochter rechtlich abzusichern.

## Werk

### Musikalische Anfänge und Durchbruch in den 1980er Jahren
Janis Joplin wurde für sie früh zum Vorbild. Ihrem autobiografischen und introvertierten Debütalbum Gianna Nannini aus dem Jahr 1976 folgte 1977 die poetische Platte Una radura. 1979 kam mit California die erste erfolgreiche Langspielplatte heraus, deren feministischer Inhalt und provozierendes Cover in Italien einen kleinen Skandal auslösten. Der Titel America sorgte im katholischen Italien für Aufsehen, weil Nannini auf dem Plattencover die Fackel der Freiheitsstatue gegen einen Vibrator ausgetauscht hatte.

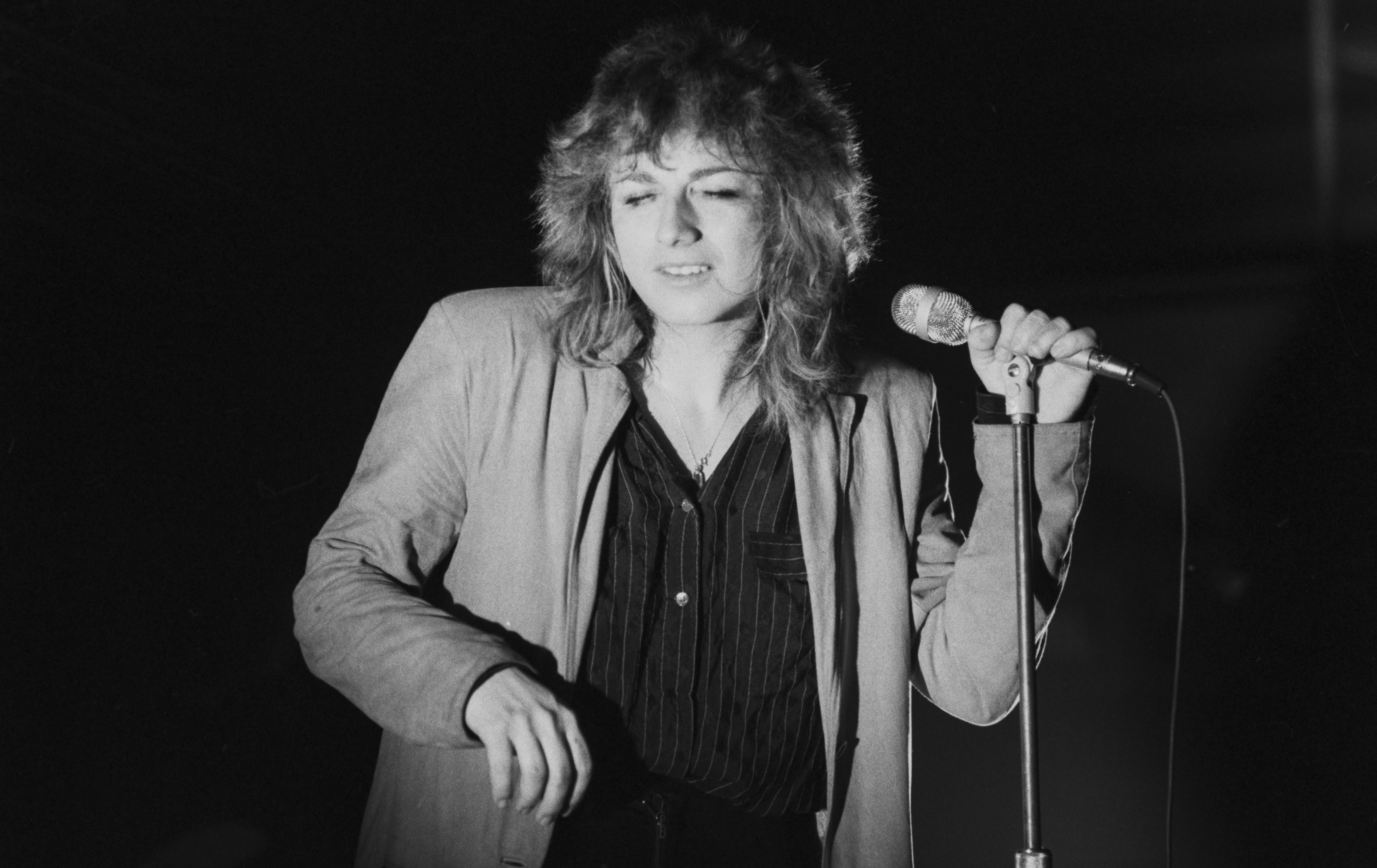
Gianna Nannini (1981)

1981 schrieb sie die Filmmusik für Sconcerto Rock und sang das Titellied Ora. Auf ihrem ebenfalls 1981 erschienenen Album G. N. experimentierte sie mit elektronischer Musik und landete mit dem Titel Occhi aperti einen Hit. Ihr neuer Manager Peter Zumsteg verhalf ihr zum endgültigen Durchbruch. Mit Latin Lover aus dem Jahr 1982 begann eine fruchtbare Zusammenarbeit mit dem Musikproduzenten Conny Plank, der schon Ultravox, Eurythmics und Kraftwerk produziert hatte. Bis zu Planks Tod 1987 schufen sie zusammen zwei weitere Alben.
Die LP Puzzle (1984) bedeutete auch den Durchbruch in Italien, wo kurz darauf die Singleauskopplung Fotoromanza für drei Monate als Nummer eins und Sommerhit des Jahres gefeiert wurde, was Nannini in Italien eine Goldene Schallplatte einbrachte. Puzzle wurde dort die bis dahin meistverkaufte Platte einer Sängerin. Beim Musikfestival Festivalbar trug sie mit dem Abschlusskonzert in der Arena von Verona den Sieg davon.
Im Juli 1984 trat Nannini mit ihrer Begleitband The Primadonnas beim Montreux Jazz Festival auf. 1986 erschien ihr siebtes Studioalbum Profumo. Der aus dem Album als Single ausgekoppelte Titel Bello e impossibile wurde zum Top-Ten-Erfolg und erreichte in den Ö3 Austria Top 40 und in der Schweizer Hitparade Platz 7. 1987 produzierte sie mit dem Schweizer Produzenten Armand Volker die Single I maschi, mit der sie Italien beim 18. World Popular Song Festival in Tokio vertrat. Zusammen mit Sting und Jack Bruce sang sie im selben Jahr im Deutschen Schauspielhaus in Hamburg Lieder von Bertolt Brecht und Kurt Weill. Die Show wurde von RAI und anderen europäischen Fernsehsendern ausgestrahlt. 1987 und 1988 trat die Rocksängerin auf einer mehrmonatigen Tour durch ganz Europa in ausverkauften Hallen in Italien, Frankreich, Deutschland und Skandinavien auf. 1988 erschien das Album Malafemmina.

### 1990–2004:Un’estate italianaund elektronischer Musikstil
1990 entstand in Zusammenarbeit mit Edoardo Bennato der Hit Un’estate italiana, den sie bei der Eröffnungsfeier der Fußballweltmeisterschaft in Italien im Giuseppe-Meazza-Stadion in Mailand aufführten. 1992 erschien die spanische Version von Maschi e altri und im August 1996 ihr Best-of-Album Bomboloni mit bekannten und drei neuen Stücken. 2000 schrieb Nannini den Soundtrack zur Zeichentrickverfilmung von Michael Endes Roman Momo, wobei sie wieder mit Elementen elektronischer Musik experimentierte.
Mit dem Album Aria, das von elektronischer Musik und Soundeffekten geprägt ist, gingen die Produzenten 2002 neue Wege. Noise-Computer und Vocoder bilden darauf die Grundlage der 13 Lieder. Das in Italien erfolgreiche Album wurde ohne ihre Zustimmung veröffentlicht. Denn nach Nanninis Auffassung wurden die in zwei Jahren im Rockstil entstandenen „wunderschönen Lieder mit viel Elektronik […] bis zur Unkenntlichkeit zerstört“. Nach der Enttäuschung über Aria übernahm sie die alleinige Verantwortung für das Album Perle (2004). Musikalisch setzte sie auf das Klavier und die Musiker des Solis String Quartet aus Neapel, das aus vier klassischen Streichern besteht, um 14 ihrer Lieblingssongs neu zu interpretieren. Das Album wurde in Italien ein großer Erfolg.

### Seit 2005: Autobiografie und Erfolge mit Veröffentlichungen
2005 wurde Nanninis Autobiografie Io sowohl auf Italienisch als auch auf Deutsch veröffentlicht. Mit Grazie feierte sie 2006 ihr 30-jähriges Bühnenjubiläum und kehrte zur Rockmusik zurück. Das Album verkaufte sich so gut, dass es bereits kurz nach der Veröffentlichung mit Platin ausgezeichnet wurde. Mit über 400.000 verkauften Einheiten erreichte es später den Status der italienischen Diamant-Platte; es war dort die erfolgreichste CD des Jahres 2006 und stand elf Wochen an der Spitze der Charts. 2007 erschien ein internationaler Werbespot für den neuen Fiat Bravo, in dem eine akustische Version ihres Titels Meravigliosa Creatura aus dem Album Perle verwendet wurde. Der Erfolg des Liedes und des Spots brachte Perle drei Jahre nach der Erstveröffentlichung einen Wiedereinstieg in die italienischen Top 50 der Verkaufscharts ein.

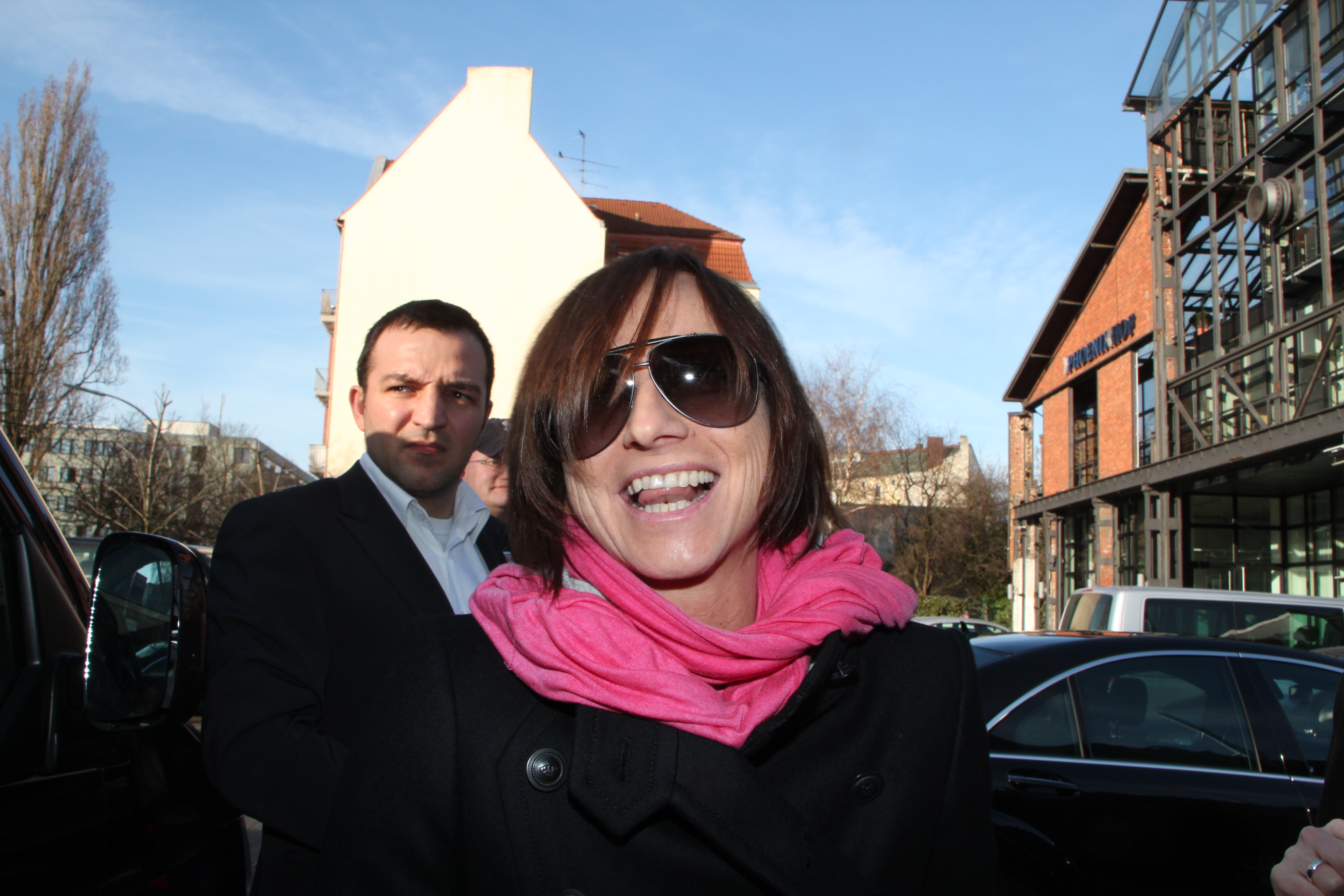
Nannini (2011)

Im April 2007 erschien das Album Pia come la canto io, an dem Nannini elf Jahre gearbeitet hatte, und das – wie schon Grazie – von Wil Malone produziert worden war. Darauf findet sich eine Sammlung von Songs, die sie für eine Pop-Oper geschrieben hat. Das Orchester, mit dem Nannini durch Europa tourte, umfasste eine Rockband mit zwei Gitarristen und das neapolitanische Solis String Quartet. Im November 2007 erschien in Italien GiannaBest, eine Doppel-CD mit 26 ihrer Hits und drei bis dahin unveröffentlichten Titeln, für die sie im Februar 2008 eine Diamant-Platte erhielt.
Im März 2009 brachte Nannini ihr 16. Studioalbum GiannaDream – Solo i sogni sono veri heraus, bei dem sie mit dem Titel Siamo nella merda  eine Kollaboration mit dem Rapper Fabri Fibra hatte. Ebenfalls 2009 fungierte sie als Patin für die Benefizveranstaltung Amiche per l’Abruzzo – ein Pop- und Rock-Konzert, das am 21. Juni im Mailänder San-Siro-Stadion stattfand und dessen Erlöse der Infrastruktur der von einem schweren Erdbeben geschädigten Region um die Stadt L’Aquila zugutekamen. Gemeinsam mit der Schriftstellerin Isabella Santacroce schrieb Nannini das Lied Donna d’Onna – ein Song, der die schwer vom Erdbeben betroffene Gemeinde Onna in den Fokus rückte und für die Kampagne als eine Art Erkennungsstück fungierte. Anfang 2011 brachte sie ihr 17. Studioalbum Io e te, dessen Aufnahme während ihrer Schwangerschaft im Frühjahr 2010 stattgefunden hatte. Für ihr im Januar 2013 erschienenes Album Inno arbeitete sie mit dem Sängern Pacifico und Tiziano Ferro zusammen.

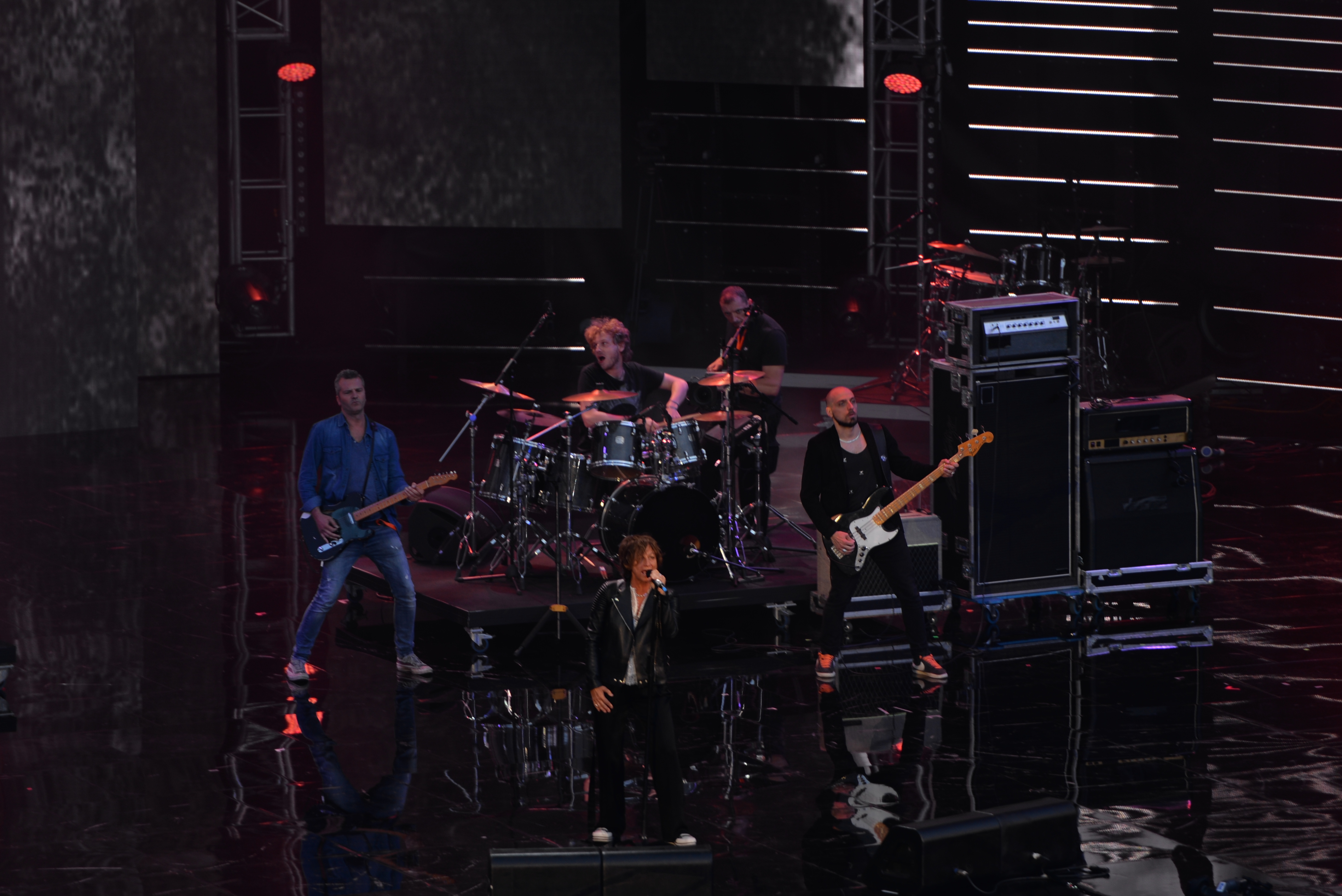
Gianna Nannini (2016)

Im März 2024 brachte Nannini ihr 22. Studioalbum Sei nel l’anima heraus. Im Mai 2024 wurde die Verfilmung ihrer Autobiografie Cazzi miei unter dem Titel Die schöne Rebellin (Sei nell’anima) beim Streamingdienst Netflix veröffentlicht. Nannini selbst wirkte am Drehbuch mit.

## Diskografie

### Studioalben
| Jahr | Titel Musiklabel                     | Höchstplatzierung, Gesamtwochen, AuszeichnungChartplatzierungen (Jahr, Titel, Musiklabel, Platzierungen, Wochen, Auszeichnungen, Anmerkungen) | Höchstplatzierung, Gesamtwochen, AuszeichnungChartplatzierungen (Jahr, Titel, Musiklabel, Platzierungen, Wochen, Auszeichnungen, Anmerkungen) | Höchstplatzierung, Gesamtwochen, AuszeichnungChartplatzierungen (Jahr, Titel, Musiklabel, Platzierungen, Wochen, Auszeichnungen, Anmerkungen) | Höchstplatzierung, Gesamtwochen, AuszeichnungChartplatzierungen (Jahr, Titel, Musiklabel, Platzierungen, Wochen, Auszeichnungen, Anmerkungen) | Anmerkungen                             |
| Jahr | Titel Musiklabel                     | DE | AT | CH | IT | Anmerkungen                             |
| ---- | ------------------------------------ | --- | --- | --- | --- | --------------------------------------- |
| 1976 | Gianna Nannini Ricordi               | — | — | — | — |                                         |
| 1977 | Una Radura… Ricordi                  | — | — | — | — |                                         |
| 1979 | California Ricordi                   | DE35 (14 Wo.)DE | — | — | — | Erstveröffentlichung: 6. Mai 1979       |
| 1981 | G. N. Ricordi                        | — | — | — | IT24 (2 Wo.)IT |                                         |
| 1982 | Latin Lover Ricordi                  | DE18 Gold · (33 Wo.)DE | — | — | IT24 (2 Wo.)IT |                                         |
| 1984 | Puzzle Ricordi                       | DE27 (14 Wo.)DE | AT13 (4 Wo.)AT | CH1 (15 Wo.)CH | IT2 (27 Wo.)IT |                                         |
| 1986 | Profumo Ricordi                      | DE20 Gold · (25 Wo.)DE | AT4 Gold · (16 Wo.)AT | CH3 Platin · (15 Wo.)CH | IT3 Platin · (26 Wo.)IT |                                         |
| 1988 | Malafemmina Ricordi                  | DE12 (18 Wo.)DE | AT12 (8 Wo.)AT | CH5 Platin · (13 Wo.)CH | IT2 (21 Wo.)IT | Erstveröffentlichung: September 1988    |
| 1990 | Scandalo Ricordi                     | DE18 (20 Wo.)DE | AT27 (4 Wo.)AT | CH10 Gold · (10 Wo.)CH | IT8 (11 Wo.)IT | Erstveröffentlichung: 27. August 1990   |
| 1993 | X forza e X amore Ricordi            | DE51 (9 Wo.)DE | AT39 (1 Wo.)AT | CH22 (6 Wo.)CH | IT7 (20 Wo.)IT |                                         |
| 1995 | Dispetto Polydor                     | DE44 (10 Wo.)DE | — | CH24 (10 Wo.)CH | IT5 (8 Wo.)IT | Erstveröffentlichung: April 1995        |
| 1998 | Cuore                                | — | — | CH13 (6 Wo.)CH | IT9 ×2Doppelplatin · (? Wo.)IT |                                         |
| 2002 | Aria                                 | — | — | CH29 (9 Wo.)CH | IT7 (2 Wo.)IT | Erstveröffentlichung: Mai 2002          |
| 2004 | Perle                                | DE56 (7 Wo.)DE | — | CH22 (15 Wo.)CH | IT4 (12 Wo.)IT | Erstveröffentlichung: 30. Januar 2004   |
| 2006 | Grazie                               | DE32 (4 Wo.)DE | — | CH12 Gold · (37 Wo.)CH | IT1 (55 Wo.)IT | Erstveröffentlichung: 27. Januar 2006   |
| 2007 | Pia come la canto io                 | — | — | — | IT4 (7 Wo.)IT | Erstveröffentlichung: 27. April 2007    |
| 2009 | GiannaDream – Solo i sogni sono veri | — | — | CH28 (6 Wo.)CH | IT2 ×2Doppelplatin · (37 Wo.)IT | Erstveröffentlichung: 27. März 2009     |
| 2011 | Io e te                              | DE26 (4 Wo.)DE | AT28 (2 Wo.)AT | CH4 (17 Wo.)CH | IT1 ×4Vierfachplatin · (39 Wo.)IT | Erstveröffentlichung: 11. Januar 2011   |
| 2013 | Inno                                 | DE60 (1 Wo.)DE | AT38 (1 Wo.)AT | CH7 (9 Wo.)CH | IT1 Platin · (17 Wo.)IT | Erstveröffentlichung: 15. Januar 2013   |
| 2014 | Hitalia                              | — | — | CH16 (15 Wo.)CH | IT1 ×3Dreifachplatin · (56 Wo.)IT | Erstveröffentlichung: 1. Dezember 2014  |
| 2017 | Amore gigante                        | — | AT63 (1 Wo.)AT | CH14 (6 Wo.)CH | IT2 Gold · (18 Wo.)IT | Erstveröffentlichung: 27. Oktober 2017  |
| 2019 | La differenza                        | DE98 (1 Wo.)DE | — | CH14 (4 Wo.)CH | IT4 (14 Wo.)IT | Erstveröffentlichung: 15. November 2019 |
| 2024 | Sei nel l’anima                      | DE84 (1 Wo.)DE | AT60 (1 Wo.)AT | CH7 (4 Wo.)CH | IT6 (4 Wo.)IT | Erstveröffentlichung: 22. März 2024     |

grau schraffiert: keine Chartdaten aus diesem Jahr verfügbar

### Livealben
| Jahr | Titel               | Höchstplatzierung, Gesamtwochen, AuszeichnungChartplatzierungen (Jahr, Titel, Platzierungen, Wochen, Auszeichnungen, Anmerkungen) | Höchstplatzierung, Gesamtwochen, AuszeichnungChartplatzierungen (Jahr, Titel, Platzierungen, Wochen, Auszeichnungen, Anmerkungen) | Höchstplatzierung, Gesamtwochen, AuszeichnungChartplatzierungen (Jahr, Titel, Platzierungen, Wochen, Auszeichnungen, Anmerkungen) | Höchstplatzierung, Gesamtwochen, AuszeichnungChartplatzierungen (Jahr, Titel, Platzierungen, Wochen, Auszeichnungen, Anmerkungen) | Anmerkungen                             |
| Jahr | Titel               | DE | AT | CH | IT | Anmerkungen                             |
| ---- | ------------------- | --- | --- | --- | --- | --------------------------------------- |
| 1985 | Tutto live          | DE47 (8 Wo.)DE | AT11 (12 Wo.)AT | CH4 (10 Wo.)CH | — | mit The Primadonnas                     |
| 1991 | Giannissima Ricordi | DE31 (10 Wo.)DE | AT36 (2 Wo.)AT | CH20 Gold · (5 Wo.)CH | IT8 (9 Wo.)IT | Erstveröffentlichung: 9. September 1991 |
| 2011 | Io e te Live        | — | — | — | IT15 (1 Wo.)IT | Erstveröffentlichung: 22. November 2011 |

### Kompilationen
| Jahr | Titel                                    | Höchstplatzierung, Gesamtwochen, AuszeichnungChartplatzierungen (Jahr, Titel, Platzierungen, Wochen, Auszeichnungen, Anmerkungen) | Höchstplatzierung, Gesamtwochen, AuszeichnungChartplatzierungen (Jahr, Titel, Platzierungen, Wochen, Auszeichnungen, Anmerkungen) | Höchstplatzierung, Gesamtwochen, AuszeichnungChartplatzierungen (Jahr, Titel, Platzierungen, Wochen, Auszeichnungen, Anmerkungen) | Höchstplatzierung, Gesamtwochen, AuszeichnungChartplatzierungen (Jahr, Titel, Platzierungen, Wochen, Auszeichnungen, Anmerkungen) | Anmerkungen                                                                                 |
| Jahr | Titel                                    | DE | AT | CH | IT | Anmerkungen                                                                                 |
| ---- | ---------------------------------------- | --- | --- | --- | --- | ------------------------------------------------------------------------------------------- |
| 1987 | Maschi e altri                           | DE25 (23 Wo.)DE | AT11 (12 Wo.)AT | CH27 Platin · (7 Wo.)CH | IT5 (18 Wo.)IT |                                                                                             |
| 1996 | Bomboloni – The Greatest Hits Collection | DE28 (7 Wo.)DE | AT39 (5 Wo.)AT | CH26 (6 Wo.)CH | IT10 (11 Wo.)IT | inkl. drei neuer Songs                                                                      |
| 2007 | GiannaBest                               | DE32 (10 Wo.)DE | — | CH23 (15 Wo.)CH | IT1 Diamant (2008) + Platin (2011) · (37 Wo.)IT                                                                                   | Erstveröffentlichung: 16. November 2007 Doppel-CD, inkl. unveröffentlichter und neuer Songs |
| 2015 | Hitstory                                 | — | — | CH51 (2 Wo.)CH | IT5 Platin · (57 Wo.)IT | Erstveröffentlichung: 30. Oktober 2015 Doppel-CD, inkl. fünf neuer Songs bzw. Versionen     |

Weitere Kompilationen
- 1986: Gianna Nannini
- 1990: To Be Number One (Giorgio Moroder Project)
- 1996: Gianna Nannini
- 1997: I grandi successi
- 1998: The Collection
- 2006: America e altri grandi succesi

### Soundtracks
- 1983: Sconcerto Rock (Dalla Colonna Originale del Film) (Mini-Album, Soundtrack zum Film Sconcerto Rock)
- 2001: Momo (Soundtrack zum Film Momo alla conquista del tempo von Enzo D’Alò)[21]

### Singles
| Jahr | Titel Album                                  | Höchstplatzierung, Gesamtwochen, AuszeichnungChartplatzierungen (Jahr, Titel, Album, Platzierungen, Wochen, Auszeichnungen, Anmerkungen) | Höchstplatzierung, Gesamtwochen, AuszeichnungChartplatzierungen (Jahr, Titel, Album, Platzierungen, Wochen, Auszeichnungen, Anmerkungen) | Höchstplatzierung, Gesamtwochen, AuszeichnungChartplatzierungen (Jahr, Titel, Album, Platzierungen, Wochen, Auszeichnungen, Anmerkungen) | Höchstplatzierung, Gesamtwochen, AuszeichnungChartplatzierungen (Jahr, Titel, Album, Platzierungen, Wochen, Auszeichnungen, Anmerkungen) | Anmerkungen                                                                                      |
| Jahr | Titel Album                                  | DE | AT | CH | IT | Anmerkungen                                                                                      |
| ---- | -------------------------------------------- | --- | --- | --- | --- | ------------------------------------------------------------------------------------------------ |
| 1979 | America California                           | DE15 (24 Wo.)DE | — | — | IT— Gold (2021)IT |                                                                                                  |
| 1981 | Occhi aperti G. N.                           | — | — | CH8 (5 Wo.)CH | — |                                                                                                  |
| 1982 | Latin Lover                                  | — | — | CH7 (5 Wo.)CH | — |                                                                                                  |
| 1984 | Fotoromanza Puzzle                           | DE60 (2 Wo.)DE | — | CH4 (11 Wo.)CH | IT1 (27 Wo.)IT | Erstveröffentlichung: 26. März 1984                                                              |
| 1986 | Bello e impossibile Profumo                  | — | AT7 (14 Wo.)AT | CH7 (12 Wo.)CH | IT2 Gold · (21 Wo.)IT | Erstveröffentlichung: 17. April 1986                                                             |
| 1987 | I maschi Maschi e altri                      | DE44 (10 Wo.)DE | AT14 (10 Wo.)AT | — | IT4 (18 Wo.)IT | Erstveröffentlichung: 1987                                                                       |
| 1988 | Hey bionda Malafemmina                       | DE54 (7 Wo.)DE | AT28 (2 Wo.)AT | — | IT3 (18 Wo.)IT | Erstveröffentlichung: 11. Oktober 1988                                                           |
| 1989 | Un’estate italiana To Be Number One          | DE2 Gold · (18 Wo.)DE | AT11 (21 Wo.)AT | CH1 (35 Wo.)CH | IT1 Platin (2024) · (47 Wo.)IT | Erstveröffentlichung: 20. November 1989 offizielles Lied der Fußball-WM 1990 mit Edoardo Bennato |
| 1990 | Scandalo/Fiori del veleno Scandalo           | DE47 (7 Wo.)DE | — | — | IT1 (20 Wo.)IT | Erstveröffentlichung: 22. Februar 1990                                                           |
| 1991 | Sorridi Scandalo                             | DE72 (6 Wo.)DE | — | — | — |                                                                                                  |
| 1993 | Io senza te X forza e x amore                | DE74 (3 Wo.)DE | — | CH22 (11 Wo.)CH | — |                                                                                                  |
| 1993 | Radio Baccano X forza e x amore              | — | — | — | IT3 (15 Wo.)IT | feat. Jovanotti                                                                                  |
| 1993 | Extravaganza –                               | — | — | — | IT16 (4 Wo.)IT | EP                                                                                               |
| 1995 | Meravigliosa creatura Dispetto               | DE60 (9 Wo.)DE | — | CH33 (9 Wo.)CH | IT2 Gold · (7 Wo.)IT | Erstveröffentlichung: 1. Januar 1995                                                             |
| 2002 | Aria                                         | — | — | — | IT19 (1 Wo.)IT | Erstveröffentlichung: Januar 2002                                                                |
| 2006 | Sei nell’anima Grazie                        | — | — | — | IT2 Platin · (11 Wo.)IT | Erstveröffentlichung: 13. Januar 2006                                                            |
| 2007 | Suicido d’amore GiannaBest                   | — | — | — | IT9 (6 Wo.)IT | Erstveröffentlichung: 12. Oktober 2007                                                           |
| 2008 | In Italia Bugiardo                           | — | — | — | IT4 Gold · (19 Wo.)IT | Erstveröffentlichung: 14. April 2008 Fabri Fibra feat. Gianna Nannini                            |
| 2008 | Tu che sei parte di me Dentro ogni casa      | — | — | — | IT7 (7 Wo.)IT | Erstveröffentlichung: 28. November 2008 Pacifico feat. Gianna Nannini                            |
| 2009 | Attimo GiannaDream – Solo i sogni sono veri  | — | — | — | IT9 (6 Wo.)IT | Erstveröffentlichung: 7. März 2009                                                               |
| 2009 | Salvami GiannaDream – Solo i sogni sono veri | — | — | — | IT1 ×2Doppelplatin · (16 Wo.)IT | Erstveröffentlichung: 6. November 2009 mit Giorgia                                               |
| 2010 | Donna d’Onna –                               | — | — | — | IT8 (1 Wo.)IT | mit Laura Pausini, Giorgia, Elisa & Fiorella Mannoia                                             |
| 2010 | Ogni tanto Io e te                           | — | — | CH62 (2 Wo.)CH | IT3 Platin · (10 Wo.)IT | Erstveröffentlichung: 3. Dezember 2010                                                           |
| 2018 | Complici –                                   | — | — | — | IT31 Gold · (4 Wo.)IT | Erstveröffentlichung: 24. August 2018 mit Enrico Nigiotti                                        |

Weitere Singles
| - 1976: Ti avevo chiesto solo di toccarmi - 1977: Siamo vivi - 1977: Dialogo - 1981: Vieni ragazzo - 1981: Uò Uò - 1983: Primadonna - 1983: Ora - 1984: Bla Bla - 1985: Ragazza dell’Europa - 1985: Meravigliosa creatura - 1987: Profumo - 1988: Un ragazzo come te - 1989: Voglio fare l’amore - 1990: Due ragazze in me - 1991: Dea - 1993: Tira tira - 1995: Ottava vita - 1995: Lontano lontano - 1996: Bomboloni - 1998: CentoMila - 1998: Un giorno disumano - 2002: Uomini a metà - 2004: Amandoti (IT: Gold) - 2006: Ama credi e vai (mit Andrea Bocelli) - 2006: Io | - 2007: Hold the Moon - 2008: Pazienza - 2008: Mosca cieca - 2009: Maledetto ciao - 2009: Sogno - 2011: Ti voglio tanto bene (IT: Gold) - 2011: Perfetto - 2011: Mai per amore - 2012: La fine del mondo - 2013: Nostrastoria - 2013: Indimenticabile - 2013: Scegli me - 2013: In the Rain - 2013: Inno - 2014: Lontano dagli occhi - 2015: L’immensità - 2015: Dio è morto - 2017: Fenomenale (IT: Gold) - 2017: Cinema - 2018: Amore gigante - 2019: La differenza - 2019: Motivo (feat. Coez, IT: Gold) - 2020: Assenza - 2020: L’aria sta finendo |

## Auszeichnungen für Musikverkäufe
| Silberne Schallplatte - Frankreich - 1988: für die Single I maschi Goldene Schallplatte - Schweden - 1990: für die Single Un’estate italiana | Platin-Schallplatte - Schweden - 1988: für das Album Maschi e altri |

Anmerkung: Auszeichnungen in Ländern aus den Charttabellen bzw. Chartboxen sind in ebendiesen zu finden.
| Land/RegionAuszeichnungen für Musikverkäufe (Land/Region, Auszeichnungen, Verkäufe, Quellen) | Silber  | Gold       | Platin       | Diamant  | Verkäufe  | Quellen                                                                     |
| -------------------------------------------------------------------------------------------- | ------- | ---------- | ------------ | -------- | --------- | --------------------------------------------------------------------------- |
| Deutschland (BVMI)                                                                           | —       | 3× Gold3   | —            | —        | 750.000   | musikindustrie.de                                                           |
| Frankreich (SNEP)                                                                            | Silber1 | —          | —            | —        | 250.000   | infodisc.fr                                                                 |
| Italien (FIMI)                                                                               | —       | 10× Gold10 | 20× Platin20 | Diamant1 | 2.170.000 | fimi.it                                                                     |
| Österreich (IFPI)                                                                            | —       | Gold1      | —            | —        | 25.000    | worldradiohistory.com                                                       |
| Schweden (IFPI)                                                                              | —       | Gold1      | Platin1      | —        | 125.000   | sverigetopplistan.se ifpi.se (Memento vom 21. Mai 2012 im Internet Archive) |
| Schweiz (IFPI)                                                                               | —       | 3× Gold3   | 3× Platin3   | —        | 210.000   | hitparade.ch                                                                |
| Insgesamt                                                                                    | Silber1 | 18× Gold18 | 24× Platin24 | Diamant1 |           |                                                                             |

## Filmografie
- 1983: Ein Sommernachtstraum
- 2024: Die schöne Rebellin